# Saint-Pourçain (AOC)

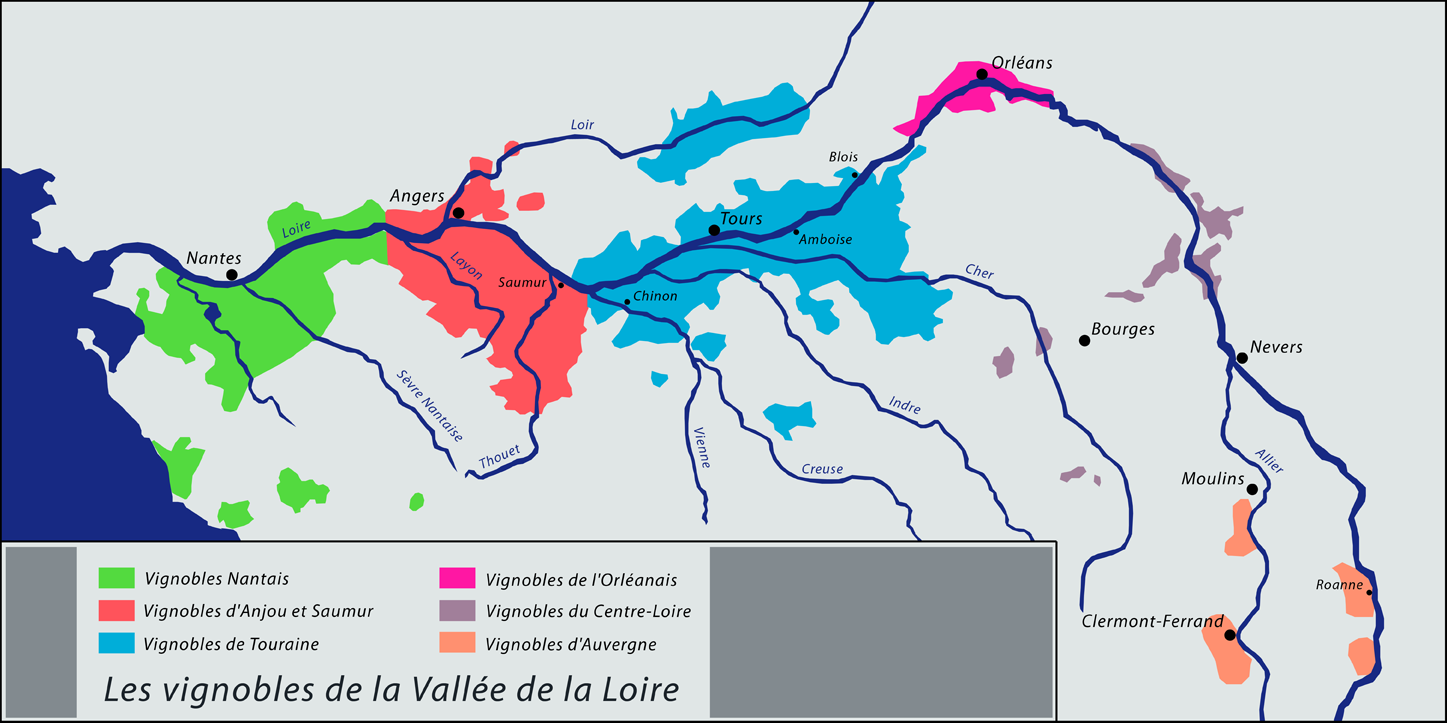
Weinbauregion Loire; das Weinbaugebiet Saint-Pourçain befindet sich rechts unten auf der Karte

Das Weinbaugebiet Saint-Pourçain gehört – trotz der Entfernung von mehr als 40 Kilometern – zur großen Weinbauregion Loire (AOC). Seit dem 28. Mai 2009 verfügt das Gebiet über den Status einer Appellation d’Origine Contrôlée (AOC). Saint-Pourçain wurde vorher am 20. Dezember 1951 als VDQS eingestuft.

## Lage
Das Weinbaugebiet Saint-Pourçain liegt südlich bzw. südwestlich der Stadt Moulins, ca. 30 bis 50 Kilometer (Fahrtstrecke) nördlich von Clermont-Ferrand am linken Ufer des Flusses Allier im Norden der Auvergne in Zentralfrankreich. Saint-Pourçain liegt nördlich der Appellation Côtes d’Auvergne sowie westlich der Appellationen Côtes du Forez und Côte Roannaise.

## Wein
Die Weinberge umfassen zurzeit 543 Hektar Rebfläche in 19 Gemeinden. Die Flächen befinden sich auf einer Höhe von 240 bis 320 m in den Tälern der Flüsse Sioule, Allier und Bouble und erstrecken sich auf einer Länge von fast 35 km und einer maximalen Breite von 5–7 km.
Die trockenen Rotweine werden als Verschnitt aus den Rebsorten Gamay (min. 40 % Anteil) und Pinot Noir (min. 25 % Anteil) gekeltert. Bis in die späten 1960er Jahre war noch der Einsatz der Färbertrauben Gamay de Bouze und Gamay de Chaudenay erlaubt. Die Erntebeschränkung liegt bei 50 Hektoliter/Hektar. Der Mindestalkoholgehalt liegt bei niedrigen 9 Volumenprozent und darf im Falle einer Chaptalisation 12,5 % nicht überschreiten. Die rubinroten, fruchtigen Weine sollten innerhalb von 3–5 Jahren nach der Ernte getrunken werden. Die Trinktemperatur sollte bei 15–17 °C liegen.
Die Roséweine werden sortenrein aus Gamay gekeltert. Deren optimale Trinktemperatur liegt bei 10 °C.
Die trockenen Weißweine werden als Verschnitt aus den Rebsorten Chardonnay (min. 50 % Anteil) und Tressalier (min. 40 % Anteil) gekeltert. Kleine Zusätze von Sauvignon Blanc sind zugelassen. Bis in die späten 1960er Jahre war noch der Einsatz der Sorte Saint-Pierre Doré erlaubt. Die strohgelben Weine sollten innerhalb von zwei bis drei Jahren nach der Ernte getrunken werden. Die Trinktemperatur sollte bei 10–12 °C liegen.

## Zugelassene Gemeinden
Besson, Bransat, Bresnay, Cesset, Chantelle, Chareil-Cintrat, Châtel-de-Neuvre, Chemilly, Contigny, Deneuille, Fleuriel, Fourilles, Louchy-Montfand, Meillard, Monténay-sur-Allier, Montord, Saint-Pourçain-sur-Sioule, Saulcet, Verneuil-en-Bourbonnais.